# HMS Bredskär (74)
HMS Bredskär (74) var en bevakningsbåt i svenska marinen. Idag heter hon BevB 74 (SVK Bredskär) och ägs av sjövärnskåren gävleborg och har dess för innan tillhört Västernorrlands sjövärnskår sedan 2005 och används idag som utbildningsfartyg.
Fartyget har VHF-signal SBER. Bredskär, som har fått namn efter en ö i inloppet till Umeå hamn, är en Bevakningsbåt typ 72. Fartyget byggdes i en serie benämnd Bevakningsbåt typ 60. (Fartygsserien byggdes vid olika varv, varav denna vid Fårösund). Serien modifierades senare till Bevakningsbåt typ 72. Fartyget är tillverkat av helsvetsad plåt. Framdrivningsmaskineriet består av 3 st Scania DS 11.
Namnet Bredskär avsåg Bredskärs fyrplats vid inseglingen till Umeå, sjökort 512.